# Аэрогавиота
Аэрогавиота (Aerogaviota) - кубинская авиакомпания, осуществляющая чартерные рейсы в пределах Карибского бассейна по заказу кубинских турагентств. Флот компании представлен несколькими турбовинтовыми самолётами Ан-26, ATR 42-500 и вертолётами Ми-8.
Крушение на Кубе пассажирского Aн-26.
29 Апреля 2017 года Ан-26 вылетел в 6:38 утра (13:38 мск) из Плайя Баракоа, недалеко от Гаваны, и врезался в гору в районе Лома-де-ла-Пимента. «Восемь военнослужащих на борту, включая экипаж, погибли», - говорится в заявлении министерства. В сообщении также сказано, что комиссия министерства приступила к расследованию причин катастрофы.
По словам собеседника AP, кубинский военный самолет потерпел крушение в западной провинции Артемиса. Источник сообщил, что самолет принадлежал авиакомпании Aerogaviota, которой управляют кубинские военные и которая обслуживает кубинские правительственные учреждения. К ним относятся государственные туристические компании и кубинская нефтяная компания.
Авиакомпания Aerogaviota подтвердила факт крушения своего самолета, не раскрывая деталей. 